# Grocholski (nazwisko)
Grocholski (forma żeńska: Grocholska, liczba mnoga: Grocholscy) – polskie nazwisko.

## Etymologia nazwiska
Utworzone prawdopodobnie formantem -ski od nazwy miejscowej Grocholin (gm. Kcynia) lub Grocholice.

## Rody szlacheckie
Nazwisko Grocholski,  notowane od 1450 roku, nosiło kilka rodów szlacheckich. Byli to: Grocholscy herbu Syrokomla, Grocholscy herbu Abdank, Grocholscy herbu Topór. Źródła wspominają również o Grocholskich herbu Nałęcz i Grocholskich herbu Sulima oraz Stanisławie Grocholskim herbu własnego Grocholski, który otrzymał nobilitację na sejmie w 1589 roku. Własny herb mieli hrabiowie Grocholscy (tytuł przyznano im w 1881 roku w Cesarstwie Rosyjskim).

## Demografia
Na początku lat 90. XX wieku w Polsce mieszkało 1281 osób o tym nazwisku, najwięcej w dawnym województwie: zielonogórskim - 130, poznańskim - 118 i wrocławskim - 108. W 2002 roku według bazy PESEL mieszkały w Polsce 1483 osoby o nazwisku Grocholski, najwięcej w powiecie przeworskim i Wrocławiu.

## Encyklopedyczni przedstawiciele i inne wykorzystania
Zobacz stronę ujednoznaczniającą: Grocholski. 